# Efteling (buurtschap)
Efteling is een voormalige buurtschap in de Nederlandse gemeente Loon op Zand. De buurtschap lag op de plaats waar sinds ongeveer 1935 het latere attractiepark de Efteling is gevestigd.
Vanaf de veertiende eeuw wordt de buurtschap op achttien verschillende manieren geschreven, zoals Efterlinc, Dechterlinc, Achterling en Ersterlinhe.
De naam van de buurtschap kan op geografische wijze op twee manieren uitgelegd worden. Tot omstreeks 1500 wordt er melding gemaakt van Achterling. Als Loon op Zand als belangrijkste kern in het gebied wordt gezien, dan lag de buurtschap achteraf. Vrij vertaald zou het dan Achteraf liggende buurt betekenen.
Een andere verklaring is het volgende: Als men vanuit Holland naar Oost-Brabant ging, dan was het de eerste buurt die men tegenkwam. Er werd vanaf die tijd melding gemaakt van Ersteling. De lange s (ſ) zoals die geschreven werd in het Gotisch schrift werd naderhand vaak aangezien voor een letter f. In 1950 oppert een pater dan ook dat de naam Efteling een verbastering is van Ersteling.